# Франция на зимних Олимпийских играх 1972
Франция принимала участие в Зимних Олимпийских играх 1972 года в Саппоро (Япония) в одиннадцатый раз за свою историю, и завоевала одну серебряную и две бронзовые медали. Сборная страны состояла из 40 спортсменов (33 мужчины, 7 женщин).

## Медалисты
| Медаль  | Спортсмен        | Вид спорта        | Дисциплина      |
| ------- | ---------------- | ----------------- | --------------- |
| Серебро | Даниэль Дебернар | Горнолыжный спорт | Женщины, слалом |
| Бронза  | Флоранс Стёрер   | Горнолыжный спорт | Женщины, слалом |
| Бронза  | Патрик Пера      | Фигурное катание  | Мужчины         |